# Юрова, Лидия Николаевна
Лидия Николаевна Юрова (21 ноября 1916, Борисоглебск, Тамбовская губерния — 11 ноября 2013, Москва) — российский учёный в области физики ядерных реакторов, доктор физико-математических наук, профессор кафедры теоретической и экспериментальной физики ядерных реакторов МИФИ.

## Биография
Окончила геологоразведочный институт (1945), курс ускоренного обучения и аспирантуру ММИ (МИФИ) (ученица А. И. Лейпунского), осталась работать на 5-й кафедре, где занималась научной и преподавательской деятельностью.
В 1954 году защитила кандидатскую диссертацию.
С 1960 по 1981 год заведующая кафедрой № 5 (физика ядерных реакторов), затем — профессор кафедры.
В 1966 году защитила докторскую диссертацию. В 1967 г. утверждена в звании профессора.
При её непосредственном участии организована межфакультетская Проблемная физико-энергетическая лаборатория, создан исследовательский реактор ИРТ-МИФИ.
До 1976 г. председатель Научно-технического совета Атомного центра (АЦ), который после неё возглавляли ректоры МИФИ.
В последние годы — профессор-консультант кафедры теоретической и экспериментальной физики ядерных реакторов.
Умерла 11 ноября 2013 года после тяжёлой и продолжительной болезни.

## Награды и звания
Награждена орденом «Знак Почёта». Почётный работник высшего профессионального образования РФ. Ветеран атомной энергетики и промышленности.

## Сочинения
- Нейтронные эффективные сечения : [Учеб. пособие] / Л. Н. Юрова; Моск. инж.-физ. ин-т, [Фак. техн. физики]. — М. : МИФИ, 1986 (1987). — 92,[1] с. : ил.; 20 см.
- Теория и физика реакторов: сборник статей. Лидия Николаевна Юрова. Атомиздат, 1967 — Всего страниц: 129
- Теория переноса нейтронов : учебное пособие для студентов высших учебных заведений / Э. Ф. Крючков, Л. Н. Юрова. — Москва : МИФИ, 2007. — 271 с. : ил., табл.; 21 см. — (Библиотека ядерного университета / Федеральное агентство по образованию, Московский инженерно-физ. ин-т (гос. ун-т)).; ISBN 978-5-7262-0859-6
- Анализ реакторно-физического эксперимента [Текст] / А. А. Ваньков, А. И. Воропаев, Л. Н. Юрова. — Москва : Атомиздат, 1977. — 87 с. : граф.; 21 см. — (Физика ядерных реакторов).
- Некоторые вопросы физики воспроизводства горючего в реакторах-размножителях на быстрых нейтронах [Текст] / А. Н. Шмелев, В. М. Мурогов, Л. Н. Юрова. — Москва : Атомиздат, 1979. — 81 с. : ил.; 22 см. — (Физика ядерных реакторов).